# Jinxx
Джереми Майлс Фергюсон (англ. Jeremy Miles Ferguson; род. 7 января 1981, Уэбстер-Сити, Айова) — американский гитарист, скрипач и пианист. Раньше играл в группах The Dreaming, Amen и The Drastics. Получил классическое образование скрипача, сейчас он ритм-гитарист группы Black Veil Brides

## История
Джереми присоединился к Black Veil Brides в 2009 году, когда Энди Бирсак преобразовывал группу в Голливуде. Он также играл в таких группах как The Dreaming, Amen, Team Cybergeist, The Drastics, 80 Proof Riot. Он получил свою первую гитару в возрасте двух лет и начал играть в шоу в возрасте восьми лет. На него также повлияли такие классические композиторы, как Бах и Бетховен. Первый альбом, которым он владел, был четвёртый альбом группы Metallica. Он и его друг Джейк Питтс получили Metal God Awards журнала Revolver В номинации «Лучшие гитаристы 2012».